# Stefan Fröhlich (General)
Stefan Fröhlich (* 7. Oktober 1889 in Orsova (deutsch Orschowa), Königreich Ungarn, Österreich-Ungarn; † 2. Oktober 1978 in Duisburg) war ein österreichischer, später deutscher Offizier, zuletzt General der Flieger der Luftwaffe im Zweiten Weltkrieg.

## Leben
Beförderungen
- 18. August 1908 Kadett-Offiziers-Stellvertreter
- 1. Mai 1911 Leutnant
- 1. August 1914 Oberleutnant
- 1. August 1917 Hauptmann
- 19. Januar 1928 Major
- 28. Dezember 1935 Oberstleutnant
- 1. April 1939 Oberst
- 1. Juli 1940 Generalmajor
- 1. Januar 1942 Generalleutnant
- 1. Juli 1943 General der Flieger

### Frühe Jahre und Erster Weltkrieg
Fröhlich trat am 18. August 1908 als Offiziersanwärter den k.u.k.-Streitkräften bei, wo er dem Pionier-Bataillon 1 zugeteilt wurde. In diesem, fungierte er bis Januar 1911 auch als Kompanieoffizier. Nach seinem Wechsel zum Pionier-Bataillon 12 zum 1. November 1911, diente er in diesem in gleicher Funktion bis April 1913. Im Mai 1913 kam Fröhlich in die Sappeur-Kompanie 6 nach Pola, wo er bis zum Ausbruch des Ersten Weltkrieges als Zugkommandant eingesetzt war. Mit Kriegsbeginn stieg er zum Kommandanten dieser Kompanie auf, die er anschließend in der ersten Phase des Krieges bis Ende Dezember 1915 an der Ostfront führte. Zum 1. Januar 1916 wurde Fröhlich zum Kommandanten der Sappeur-Kompanie 13 ernannt, die er sodann, ebenfalls an der Ostfront, bis zum 25. August 1918 führte. Die letzten Kriegsmonate, fungierte Fröhlich vom 26. August bis 30. November 1918 als Kompanie-Kommandant und Lehrer an der technischen Akademie in Hainburg an der Donau.

### Zwischenkriegsjahre
Nach dem Kriegsende, fand Fröhlich zunächst Verwendung im Stab des Eisenbahn-Zeugdepots in Korneuburg. Von dort, wurde er am 11. Oktober 1920 zum Sappeur-Bataillon 20 abkommandiert, wo er dann bis November 1923 verblieb. Zum 2. November 1923 wurde Fröhlich zum Adjutanten und Kompaniekommandanten im Pionier-Bataillon 2 ernannt; eine Funktion, die er bis zum 13. September 1929 innehielt. Am Folgetag, erfolgte Fröhlichs Versetzung zum Bundesministerium für Heerwesen nach Wien, wo er bis 14. Juni 1934 als Sachbearbeiter für Pionierwesen tätig war. Am 15. Juni 1934 wurde er dort zum Referenten in der Gruppe der Geräteausstattung der Fliegertruppe ernannt sowie am 1. April 1937 dann zu deren Gruppenleiter. Gleichzeitig war Fröhlich bis 14. März 1938 bereits mit der Aufstellung des Fliegerschul-Regiments beauftragt worden, in dessen Funktion er zugleich Kommandant des Fliegerhorstes Zeltweg war. Nach dem Anschluss Österreichs an das Deutsche Reich, der bereits am 12. März 1938 erfolgt worden war, trat Fröhlich im Range eines Oberstleutnants zur deutschen Luftwaffe über.

### Zweiter Weltkrieg
Hier erhielt er bis Ende 1938 eine Einweisung bei der Kampffliegergruppe Memmingen. Nach der Aufstellung des Kampfgeschwaders 158, diente Fröhlich dort im Januar 1939 in dessen Stab, bevor er am 1. Februar 1939 zum Kommandeur der I. Gruppe dieses Kampfgeschwaders ernannt wurde. Zugleich fungierte er bis Mitte November 1939 als Fliegerhorstkommandant Wiener Neustadt. In diesem bestritt Fröhlich den Überfall auf Polen. Am 15. November 1939 stieg er zum Kommodore des Kampfgeschwaders 76 auf, welches er im Westfeldzug sowie in der Luftschlacht um England führte. Hierfür erhielt Fröhlich bereits am 4. Juli 1940 das Ritterkreuz des Eisernen Kreuzes verliehen.
Am 19. Juli 1941 gab Fröhlich das Kommando des Geschwaders ab und wurde am Folgetag, dem 20. Februar 1941, zum Fliegerführer Afrika ernannt. Diese Funktion, hielt er bis zum 10. April 1942 inne. Sein Nachfolger wurde Generalmajor Theo Osterkamp. Fröhlich hingegen wurde an die Ostfront versetzt, wo er wenige Tage später, am 12. April 1942, zum Kommandeur der 2. Flieger-Division ernannt wurde. In dieser Stellung erhielt er am 11. Mai 1942 auch das Deutsche Kreuz in Gold verliehen. Die Division flog unter seinem Kommando bis zum 28. Dezember 1942 zunächst im Raum Brjansk (Sowjetunion) und ab November im Raum Montfries (Frankreich). 
Am 29. Dezember 1942 stieg Fröhlich zum Kommandierenden General des IX. Fliegerkorps mit Gefechtsstand in Soissons, später Beauvais auf. Am 3. September 1943 gab er dieses Kommando an Generalmajor Dietrich Peltz ab, der die Geschicke des Korps am Folgetag übernahm. Fröhlich selbst, kehrte nach Wien zurück, wo er am 4. September 1943 zum Kommandierenden General und Befehlshaber des Luftgaus XVII (Wien) ernannt wurde. Diese Funktion, hielt er bis Ende Februar 1944 inne. Vom März bis August 1944 diente er dann im Stabe der Luftflotte 3, wo er das X. Fliegerkorps bis zu dessen Auflösung führte. Zum 1. September 1944 stieg Fröhlich zum Befehlshaber des Luftwaffenkommandos Südost auf, dessen Geschicke er bis 4. November 1944 leitete. Nach der Auflösung des Kommandos, trat Fröhlich vom 4. November 1944 bis Ende Februar 1945, nunmehr ohne Kommando, zunächst in die Führerreserve ein. Am 27. Februar 1945 wurde er zum Oberbefehlshaber der Luftflotte 10 (Ersatz-Luftwaffe) ernannt, die er bis zum 28. April 1945, zum Tag ihrer Auflösung, führte. Vom 28. bis 30. April 1945 nunmehr wieder in die Führerreserve versetzt, schied Fröhlich, wenige Tage vor Kriegsende, aus dem Wehrdienst aus. Eine Kriegsgefangenschaft folgte nicht.

## Auszeichnungen
- Eisernes Kreuz (1914) II. Klasse
- Wiederholungsspange (1939) II. Klasse
- Eisernes Kreuz (1939) I. Klasse
- Ritterkreuz des Eisernen Kreuzes am 4. Juli 1940
- Deutsches Kreuz in Gold am 11. Mai 1942